# Mycodrosophila nigerrima
Mycodrosophila nigerrima är en tvåvingeart som först beskrevs av Lamb 1914.  Mycodrosophila nigerrima ingår i släktet Mycodrosophila och familjen daggflugor. Inga underarter finns listade i Catalogue of Life.